# Wilczkowo (jezioro w powiecie drawskim)
Wilczkowo – jezioro rynnowe (długość 4 km) na Pojezierzu Drawskim, w województwie zachodniopomorskim, w powiecie drawskim, w gminie Złocieniec. Powierzchnia jeziora według różnych źródeł wynosi od 290,0 ha do 300,4 ha, głębokość maksymalna to 26,7 metrów. Jest otoczone lasem, spora część linii brzegowej ma charakter klifowy. 

## Nazwa
Jezioro jest notowane od średniowieczna co najmniej od pierwszej połowy XV wieku. Wymienione po raz pierwszy w dokumencie zapisanym po łacinie z 1424 pod nazwą Walczcow, 1436 (oblatowane w 1630) Felsko, 1505 Vilczkowo, w latach 1514–1527 w falsyfikacie datowanym na 1251 lacus Poltzkoumensis, Foltzkouerseehe, 1564 Foltzköff, w latach 1564–1565 Welskow, Wielczkow, 1944 Völzkow-See.
Nazwę Wilczkowo wprowadzono urzędowo w 1949 roku, zastępując poprzednią niemiecką nazwę Völzkow See.

## Historia
Jezioro leżało w pasie przygranicznym między Wielkopolską, a Pomorzem oraz między historycznymi państwami Polską, Brandenburgią i Prusami. Usytuowanie przygraniczne spowodowało, że jezioro Wilczkowo wielokrotnie zostało wymienione w archiwalnych dokumentach opisujących granice międzypaństwowe. Pierwszy raz w historii odnotowane zostało w 1424 jako Walczcow w krzyżackiej relacji o rokowaniach granicznych dotyczącej ustaleń o granicy pomiędzy Koroną Królestwa Polskiego, a państwem zakonu krzyżackiego. Strona polska uważała wówczas, że granicę miała stanowić rzeka Drawa, od miasta Falkenburg (obecnie Złocieniec) idąc w górę do końca jeziora Wilczkowo i dalej do jeziora Krosino, granicami dwóch wsi Worowo (obecnie Stare Worowo i Nowe Worowo aż do środka Drawskiego Lasu oraz do granic z księstwem słupskim.
Jezioro odnotowane zostało także w falsyfikacie datowanym na 1441 i oblatowanym w 1630 przy kolejnym opisie granicy Królestwa Polskiego i Marchii Brandenburskiej. Według ugody zawartej przez króla Polski Władysława Jagiełłę i wielkiego mistrza krzyżackiego granica biegła m.in. rzeką Drawą do jeziora Krosino i dalej aż do końca jeziora Wilczkowo, które odnotowano wówczas jako Felska.
Kolejny zapis pochodzi z dokumentu z 1505, wystawionego przez kancelarię króla polskiego Aleksandra Jagiellończyka, który zezwolił swoim dworzanom Jakubowi Boboleckiemu i Janowi Brzozowcowi z Pogorzałego Stawu leżącego w województwie lubelskim na wykupienie z rąk Kerstena Borcke z Falkenburga należącego do starostw wałeckiego i drahimskiego dóbr królewskich: Bolegorzyn, Klaushagen (dziś Kluczewo), Vfstethe (miejscowość niezidentyfikowana), Clensko (dziś Stare Kaleńsko, leżące w Nowej Marchii), Nowy Dwór, Turze Błoto oraz jezior Prosino i Wilczkowo odnotowanego jako Vilczkowo. W kolejnym łacińskojęzycznym dokumencie powstałym w latach 1514–1527 (falsyfikat datowany na 1251) granica Nowej Marchii z Polską biegła wzdłuż rzeki Drawa do jeziora Wilczkowo odnotowanego jako lacus Poltzkoumensis oraz Foltzkouerseehe.
W 1564 granica między Polską, a dobrami Falkenburg w Nowej Marchii biegła od Nowego Dworu wzdłuż rzeki Drawa do jeziora Wilczkowo, które w całości należały do dóbr Falkenburg (obecnie Złocieńca) i dalej wzdłuż strugi Barten do granicy wsi Dittersdorf (dziś Bobrowo) w Nowej Marchii i wsi Heinrichsdorf leżącej w Polsce. W latach 1564–1565 wśród jezior należących do starostwa drahimskiego wymieniono m.in. jezioro Wilczkowo koło wsi Heinrchsdorf. Zostało ono wówczas zmierzone i opisane. Miało 30 toni niewodowych, użytkował je margrabia brandenburski jako pan dóbr Falkenburg (dziś Złocieniec). Odnotowano także, że w czasach, gdy Falkenburg należał do rodziny Borck, jezioro wilczowskie należało do Polski, a kiedy margrabia skonfiskował ich dobra, zabrał im majętności jakie mieli w Koronie Królestwa Polskiego.

## Pomniki przyrody
W pobliżu wschodniego półwyspu południowego brzegu rośnie dąb szypułkowy (Quercus robur), który uznano za pomnik przyrody. Drzewo ma obwód 348 cm, wysokość 29 m i wiek 260 lat.